# Dialium lopense
Dialium lopense là một loài rau đậu thuộc họ Fabaceae.
Loài này chỉ có ở Gabon.
Chúng hiện đang bị đe dọa vì mất môi trường sống.